# 古賀愛人
古賀 愛人（こが あいと、1922年（大正11年）2月5日 - 2009年（平成21年）12月10日）は、元テレビ西日本（TNC）社長、日本民間放送連盟副会長・顧問。

## 略歴
福岡県出身。明治大学政治経済学部に入学後、柔道部に所属し、大学には柔道界の名人・三船久蔵の自宅から通学した。学徒動員で南方戦線に従軍し、九死に一生を得て帰還し、復学。占領軍の指示で柔剣道が禁止されていた中、柔道部の復活に中心的な役割を果し、明柔クラブ監督なども務めた。
1949年に明大を卒業し、西日本新聞社に入社。東京政治部で活躍し、内閣記者会の幹事などを務め、大平正芳、佐藤栄作など、多くの大物政治家と交流をもち、一時期は政界進出が検討された。1962年、テレビ西日本に入社し、1985年から6期、社長を務め、その間、日本民間放送連盟副会長に就任。系列を超えて 九州の民間放送全体の発展に尽くした。また、北九州交響楽団の理事長や経営者協会の理事など諸団体の役職を多く務めた。
2000年、勲二等瑞宝章受章。